# Lista över gruvor i Sverige
Denna lista innehåller ett urval av olika gruvor i Sverige.
- Adak koppargruva (stängd)
- Aitik koppargruva
- Alsgruvan (nedlagd 1878, öppnad igen under första världskriget, definitivt nedlagd 1920)
- Bersbo koppargruvor (stängda)
- Bielkes gruva (stängd)
- Bispbergs gruva (nedlagd)
- Björkdal guldgruva
- Blacksåsgruvan, Forsa socken (stängd)
- Blaikengruvan (stängd efter konkurs 2007)
- Blötbergets gruva (stängd)
- Bolidengruvan, främst guld och koppar. Gruvan är stängd men anrikning är i drift.
- Bråfall (stängd)
- Bölets gruva, gammal brunstensgruva (nedlagd)
- Dannemora gruvor, norra Uppland, gruvdriften nedlagd 1992 men återupptogs under våren 2012. Åter nedlagd 2015.
- Enåsen guldgruva (stängd)
- Falu koppargruva (nedlagd 1992)
- Finnmossens gruva
- Fröå gruva (nedlagd 1919)
- Fångö gruva i Gryts skärgård (nedlagd)
- Förola gruvor (nedlagda)
- Garpenberg bly- och silvergruva
- Gräne gruva
- Grängesberg (nedlagd 1990)
- Guldsmedshyttans silvergruvor (nedlagda)
- Hagelgruvan (stängd)
- Herräng i Uppland, flera mindre gruvor, nedlagda 1959-1961
- Hornkullens silvergruvor
- Hornträsk gruva (stängd)
- Håkansboda (Stråssa)
- Håksbergs gruvfält (stängt)
- Härads gruva (1860-1876 + nytt försök 1906), 5.340 ton kopparmalm bröts. 58°7'38.5"N 16°38'15.3"E
- Höganäs gruva
- Högbergsfältet - Persberg
- Kankberg kopparkisgruva
- Kaunisvaaragruvan
- Kantorps gruva (nedlagd)
- Koppartorps gruvby (Tunaberg) (stängd)
- Kuokkel Gruvfält (nedlagd 1904)
- Kristineberg koppargruva
- Laisvall blygruva (stängd)
- Laver koppargruva (Älvsbyns kommun) (nedlagd 1946)
- Los koboltgruva, Hälsingland
- Långbans gruvor
- Långdal guld- och koppargruva
- Långfallsgruvan (stängd)
- Långsele (Stängd)[1]
- Malmbergsgruvan
- Kaveltorps gruvor
- Kiirunavaaragruvan
- Luossavaaragruvan (stängd)
- Tuollavaaragruvan (stängd)
- Haukivaaragruvan (stängd)
- Leväniemigruvan
- Maurliden[2] (stängd)
- Nautanen (nedlagd 1908)
- Nordmarksbergs gruvor
- Nyvångs kolgruva (nerlagd)
- Närstads gruvfält med bl.a. gruvan Mormorsgruvan (alla gruvor är idag stängda)
- Nasafjälls silververk (nedlagd)
- Gruvorna i Norberg (nedlagda)
- Pahtohavaregruvan (stängd)
- Persbergs odalfält
- Petiknäs koppargruva
- Ramhälls gruvor (nedlagd 1973)
- Ranstad (nedlagd urangruva)
- Renströmsgruvan
- Sala silvergruva
- Saxbergets gruva
- Skottvångs gruva (nedlagd 1920, idag ett värdshus och ett museum)
- Stekenjokk koppargruva
- Stora Uttervik mangangruva
- Storgruvan (också Moon-Mine), Pershyttan
- Striberg (nedlagd)
- Stripa gruva (nedlagd)
- Stråssa gruva (stängd)
- Svartlidengruvan (guldgruva i Västerbottens län, i drift sedan mars 2005)
- Tabergs gruvan (stängd)
- Tuna-Hästbergs gruva (stängd 1968)
- Ulvöarnas gruvor (nedlagda)
- Utö gruvor (nedlagda)
- Varuträsk gruva (diverse mineral, museum)
- Vigelsbo gruvor (nedlagda)
- Woxna Graphite (Kringelgruvan)
- Värmlandsbergsgruvan
- Ytterby gruva (nedlagd 1933. Nio olika grundämnen har upptäckts i mineraler från gruvan)
- Yxsjöberg, Västmanland, Wolframit, nedlagd
- Zinkgruvan i Askersunds kommun
- Åkerbergs guldgruva
- Åsboberg (nedlagd)
- Ädelfors guldgruva
- Älgsjöbackens gruva (nedlagd 1945)
- Öster Silvbergs gruva (nedlagd)